# Galster
Mit Galsterei bzw. Galster wird heutzutage eine bestimmte Art der Zauberei bezeichnet. Man findet den Begriff häufig auch in Zusammensetzungen wie Galsterweib als Bezeichnung für eine Hexe bzw. ein zauber-, das heißt galsterkundiges Weib. Vorchristliche Zauberhandlungen sind Teil der germanischen Religion.
Ursprünglich bedeutet Galster (Althochdeutsch: galstar, Altnordisch: galdr, Altenglisch: gealdor) in etwa so viel wie Zaubergesang oder Zauberbesprechung aus gemeingermanisch *galdra Zauberlied, Gesang. Mit einem Zauber beschwören, besprechen lautet im althochdeutschen bigalan. Wesentlicher Hintergrund des Präfix germ. * -gal ist der Vogelgesang, das heißt, dass die Germanen Zaubersprüche oder Gesang ursprünglich von den Vogelstimmen her ableiteten, wie beispielsweise der Gattungsname der „Nacht-i-gal(l)“ im heutigen Hochdeutsch noch erkennen lässt.
Ein Galster wird, wie es die Phrase „Galster gellen“ nahelegt, lautlich geäußert. Galster-Sprüche sind im altnordischen Kontext in einem eigens für Galster bestimmten Versmaß, dem Galdralag, verfasst. Typisch ist in den altenglischen und altdeutschen Zaubersprüchen das Besingen oder Beschwören, Galstern, in Bezug auf das Heilen von Krankheiten. Die literarisch überlieferte Form zeigt den germanischen Stabreim auf sowie den Bezug zur germanischen Mythologie. Beispiele hierfür sind der zweite Merseburger Zauberspruch und der altenglische Neunkräutersegen, in welchen Wodan/Odin als Heiler beziehungsweise als Zauberer erscheint.
In der nordischen Mythologie, in der Liederedda, wird der Galster ebenfalls Odin zugeschrieben, der z. B. in der Vegtamskviða (Baldrs draumar) auch als galdrs fǫður, Vater des Galsters, benannt wird.